# Heliantem nummular
L'heliantem nummular (Helianthemum nummularium) és una espècie de planta perenne de la família de les cistàcies que habita a tot Europa, excepte Islàndia i Noruega, fins oest d'Àsia. A la península Ibèrica a la meitat nord i a Sierra Nevada. Prolifera de manera natural en timonedes, matollars, pastures més o menys secs, boscos aclarits, pedregars i fissures de roques, en substrat calcari o silícic; des del nivell del mar fins a 2.750 m d'altitud. Hi ha més de dues-centes cultivars de l'espècie en el mercat.
El seu nom genèric Helianthemum prové del grec ἥλιοσ (helios), el sol i ανθεμοζ, ον (anthemos, on), «florit», ja que les flors només s'obren amb la calor del sol (necessiten una temperatura superior a 20 °C per desplegar els seus pètals) i tenen un cert fototropisme positiu. Hi ha autors que sostenen que el seu nom és degut a la semblança de la flors grogues amb l'astre solar, però moltes espècies són blanques, ataronjades, rosades o purpúries, el que no enquadra amb aquesta interpretació. Altres per l'afecte que tindria el gènere pels llocs assolellats. El seu nom genèric, nummularium prové del llatí nummus,-i, «moneda», per la forma orbicular de les fulles basals ("foliis inferioribus orbicularis", en la diagnosi original de Linné).

## Morfologia
Forma una planta perenne, de (5) 10-35 (45) cm d'alt, sufruticosa, laxament cespitosa, més o menys verda; cep ramificada, sovint estolonífera. Tiges procumbents o ascendents, sedosos o glabres, rarament tomentosos. Fulles d'ovato-lanceolades a estretament el·líptiques o linear-lanceolades, obtuses, més o menys planes, rarament de marge revolut, verds pel feix-glabres o amb indument de pèls simples o geminats, rarament en fascicles de 3 (4), subsedosos, adpresos-, incano-tomentoses, de nervis laterals lleument prominents pel revers; limbe (6) 10-25 (35) x (2) 4-12 (18) mm; estípules més llargues que el pecíol, linear-lanceolades o oblongo-lanceolades, llargament ciliades, en general glabres, verdes. Les fulles inferiors, menors, sovint ovades o orbiculars. La inflorescència és simple, més o menys laxa, de fins a 15 (18) flors; les bràctees més curtes que els pedicels, similars a les estípules. Botons florals ovoideo-cònics, acuminats, subaguts, d'àpex lleument retorçat. Sèpals interns 6-9 (10) mm-de 8-10 (12) mm en la fructificació-, amplament ovals, subobtusos, sovint apiculats, de costelles prominents, purpúries, en general setoso-híspides-amb pèls més curts que els espais intercostals (generalment de prop d'1 mm), de vegades més llargs-, amb els espais intercostals de gairebé 1,5 mm d'amplada màxima, membranacis, de glabres a tènuement estrellat-tomentoses; sèpals externs de longitud 1/3-1 / 2 la dels interns, de oblongo-lanceolats a el·líptics, ciliats, verdosos. Pètals de 8-12 (13) mm, obovat-flabeliformes, rarament oblongo-lanceolats, grocs o ataronjats, més rarament rosats o blancs, maculats. El fruit és una càpsula de 6-8 mm, menor que el calze, ovoideo-globosa, densament pilosa, polisperma. Llavors d'uns 1,5 mm, marró-vermelloses.